# Paris-Bourganeuf
Paris-Bourganeuf est une course cycliste d'un jour disputée de 1921 à 1926 puis en 1938, 1934 et 1947. Cette course se déroulait sur une distance de 350km.

## Palmarès
| Année | Vainqueur           | Deuxième                 | Troisième                |
| ----- | ------------------- | ------------------------ | ------------------------ |
| 1921  | Félix Goethals      | Charles Juseret          | Marcel Godard            |
| 1922  | Jean Hillarion      | Angelo Gremo             | Pierre Corini            |
| 1923  | José Pelletier      | Jean-Baptiste Mosselmans | Marcel Colleu            |
| 1924  | Robert Gerbaud      | José Pelletier           | Marcel Colleu            |
| 1925  | Jean Hillarion      | Pierre Amiard            | René Girard              |
| 1926  | Hector Durieu       | Benoît Faure             | Léon De Graevelynck      |
| 1928  | Henri Ours          | Joseph Mauclair          | Robert Gerbaud           |
| 1934  | Jean Bidot          | Alexandre Hamelin        | Bernard Van Rysselberghe |
| 1947  | Alexandre Pawlisiak | Maurice Quentin          | Gino Sciardis            |